# Lapeirousia verecunda
Lapeirousia verecunda là một loài thực vật có hoa trong họ Diên vĩ. Loài này được Goldblatt miêu tả khoa học đầu tiên năm 1972.